# Odznaka Skautów Świata
Odznaka Skautów Świata (OSŚ, ang. Scout of the Word Award, SWA) – odznaka przyznawana przez Światową Organizację Ruchu Skautowego (WOSM) członkom organizacji skautowych i harcerskich lub młodzieży niezrzeszonej w wieku 15–26 lat. Jest to jedyne wyróżnienie zaaprobowane i wprowadzone przez tę organizację. 
Odznaka ma zachęcać młodzież do większego zaangażowania w rozwój społeczeństwa i podjęcia służby na rzecz rozwoju, pokoju i ochrony środowiska naturalnego. Działania takie są prowadzone w formie długoterminowych projektów, prowadzonych przez zespoły lub pojedyncze osoby. Odznaka ma też inspirować narodowe organizacje skautowe do podejmowania działań edukacyjnych na rzecz obywatelstwa świata, wzmacniania społeczności lokalnych i współpracy międzynarodowej.

## Fazy zdobywania
1. Odkrycie OSŚ (kilka dni, minimum 21 godzin, zazwyczaj w bazie OSŚ (SWA Base) lub innym ośrodku z grupą innych młodych ludzi) – koordynator programu OSŚ w kraju pomaga zbadać jedno lub kilka globalnych wyzwań współczesnego świata z obszarów: rozwój, pokój, środowisko naturalne. Wraz z narodowym koordynatorem wybierają też przewodnika OOŚ (SWA Tutor) – członka zespołu OSŚ, pilotującego dany projekt. Pod koniec fazy odkrycia uczestnicy zapoznają się z wyzwaniami i rozpoczynają opracowywanie projektu rozwiązującego problemy w wybranej społeczności. Po ukończeniu fazy odkrycia uczestnicy otrzymują paszport OSŚ, aby śledzić swoje postępy.
2. Służba OSŚ (około dwóch tygodni, minimum 80 godzin) – podjęcie służby OSŚ (SWA Voluntary Service), którą uczestnicy zaplanowali podczas odkrycia. Wstępny plan nie jest do końca wiążący, projekt może ewoluować i ulegać zmianom.
3. Ocena projektu po jego zakończeniu (przez uczestnika lub grupę uczestników, a następnie razem z przewodnikiem OSŚ.
4. Jeśli doświadczenia uczestników będą odpowiadać kryteriom OSŚ, krajowy koordynator programu przyznaje im członkostwo w społeczności OSŚ (SWA Network). Uczestnicy tworzą krótki raport o swoim projekcie na stronie scout.org/SWAward.
5. Dołączenie do społeczności OSŚ w formie wręczenia Odznaki Skautów Świata – plakietki programu i certyfikatu podczas uroczystej ceremonii. Uczestnicy mogą również kontynuować swoje działania rozwijając program OSŚ i jego założeń.

## Forma odznaki
Odznaka Skautów Świata zawiera w sobie emblemat Światowej Organizacji Ruchu Skautowego – białą lilijkę na purpurowym tle otoczoną okręgiem utworzonym z liny związanej węzłem płaskim. Trzy koła wokół odznaki WOSM reprezentują 3 pola aktywności OSŚ: rozwój, pokój i środowisko naturalne, których dotyczą działania podejmowane podczas projektów. Rozwój – zmiana, wzrost albo udoskonalenie – reprezentowany jest przez symbol harmonijnego opisu proporcji, Vesica Piscis (łac. „rybi pęcherz”) – dwa okręgi o równych promieniach narysowane tak, że środek jednego leży na drugim. Pokój – stan, gdy nie toczą się żadne wojny – przedstawiony jest w formie białego gołębia. Środowisko naturalne – świat naturalny (ziemia, woda, powietrze, rośliny i zwierzęta), znajdujący się pod wpływem działalności człowieka – reprezentowany jest przez uniwersalny symbol środowiska naturalnego – gałązkę rośliny. Mapa świata w tle odznaki symbolizuje działania, które podejmują młodzi ludzie na obszarach tych trzech aktywności, a także to, że OSŚ jest jedyną ogólnoświatową nagrodą jaką skaut może otrzymać. Wokół odznaki znajduje się napis Scout of the Word w języku angielskim i francuskim. Na odznakę za zgodą WOSM można nałożyć napis w innym języku.
Odznaka została zaprojektowana jako wpinka do noszenia na ubraniach innych niż mundur skautowy lub harcerski.